# Đầm Hà (thị trấn)
Đầm Hà là thị trấn huyện lỵ của huyện Đầm Hà, tỉnh Quảng Ninh, Việt Nam.

## Địa lý
Thị trấn Đầm Hà có vị trí địa lý:
- Phía đông giáp xã Tân Bình
- Phía tây và nam giáp xã Đầm Hà
- Phía bắc giáp xã Quảng Tân.

Thị trấn Đầm Hà có diện tích 3,37 km², dân số năm 2006 là 5.958 người, mật độ dân số đạt 1.768 người/km².

## Hành chính
Thị trấn Đầm Hà được chia thành 10 phố: Trần Phú, Hoàng Văn Thụ, Lê Hồng Phong, Minh Khai, Hoàng Ngân, Lê Lương, Bắc Sơn, Hà Quang Vóc, Lỷ A Coỏng, Chu Văn An.

## Lịch sử
Năm 1940, phố Đầm Hà là một đơn vị hành chính thuộc huyện Đầm Hà. Đến năm 1957, phố Đầm Hà được đổi thành thị trấn Đầm Hà.
Ngày 10 tháng 9 năm 1981, Hội đồng Chính phủ ban hành Quyết định 63-HĐBT về việc phân vạch địa giới một số xã, phường và thị trấn thuộc tỉnh Quảng Ninh. Theo đó, giải thể thị trấn Đầm Hà để sáp nhập vào xã Đầm Hà.
Ngày 28 tháng 5 năm 1991, Ban Tổ chức Cán bộ Chính phủ ban hành Quyết định 284-TCCP về việc tái lập thị trấn Đầm Hà trên cơ sở 100 ha diện tích tự nhiên và 3.528 người của xã Đầm Hà.
Ngày 12 tháng 6 năm 2006, Chính phủ ban hành Nghị định số 58/2006/NĐ-CP. Theo đó, điều chỉnh 72,44 ha diện tích tự nhiên và 1.024 người của xã Đầm Hà; 24,45 ha diện tích tự nhiên và 355 người của xã Quảng Tân; 124,81 ha diện tích tự nhiên và 575 người của xã Tân Bình về thị trấn Đầm Hà quản lý.
Sau khi điều chỉnh địa giới hành chính, thị trấn Đầm Hà có 337,40 ha diện tích tự nhiên và 5.958 người.